# Luděk Hulan
Luděk Hulan, někdy uváděn i jako Luděk Hulán (11. října 1929 Praha – 22. února 1979 Praha), byl český jazzový kontrabasista a hudební organizátor, jenž svojí tvorbou ovlivnil celou řadu předních jazzových kontrabasistů. Jedná se o jednu z muzikantských legend československého jazzu 2. poloviny 20. století.
Zemřel na následky úrazu.